# Zouheir Bensaid
Pour les articles homonymes, voir Bensaid.
 (décembre 2022).
La mise en forme du texte ne suit pas les recommandations de Wikipédia : il faut le « wikifier ».
Les points d'amélioration suivants sont les cas les plus fréquents. Le détail des points à revoir est peut-être précisé sur la page de discussion.
- Les titres sont pré-formatés par le logiciel. Ils ne sont ni en capitales, ni en gras.
- Le texte ne doit pas être écrit en capitales (les noms de famille non plus), ni en gras, ni en italique, ni en « petit »…
- Le gras n'est utilisé que pour surligner le titre de l'article dans l'introduction, une seule fois.
- L'italique est rarement utilisé : mots en langue étrangère, titres d'œuvres, noms de bateaux, etc.
- Les citations ne sont pas en italique mais en corps de texte normal. Elles sont entourées par des guillemets français : « et ».
- Les listes à puces sont à éviter, des paragraphes rédigés étant largement préférés. Les tableaux sont à réserver à la présentation de données structurées (résultats, etc.).
- Les appels de note de bas de page (petits chiffres en exposant, introduits par l'outil «  Source ») sont à placer entre la fin de phrase et le point final[comme ça].
- Les liens internes (vers d'autres articles de Wikipédia) sont à choisir avec parcimonie. Créez des liens vers des articles approfondissant le sujet. Les termes génériques sans rapport avec le sujet sont à éviter, ainsi que les répétitions de liens vers un même terme.
- Les liens externes sont à placer uniquement dans une section « Liens externes », à la fin de l'article. Ces liens sont à choisir avec parcimonie suivant les règles définies. Si un lien sert de source à l'article, son insertion dans le texte est à faire par les notes de bas de page.
- La présentation des références doit suivre les conventions bibliographiques. Il est recommandé d'utiliser les modèles {{Ouvrage}}, {{Chapitre}}, {{Article}}, {{Lien web}} et/ou {{Bibliographie}}. Le mode d'édition visuel peut mettre en forme automatiquement les références.
- Insérer une infobox (cadre d'informations à droite) n'est pas obligatoire pour parachever la mise en page.

Pour une aide détaillée, merci de consulter Aide:Wikification.
Si vous pensez que ces points ont été résolus, vous pouvez retirer ce bandeau et améliorer la mise en forme d'un autre article.
Zouheir Bensaid, né le 9 février 1960 à Khouribga (Maroc), est un financier marocain. CEO de RMA Assurance et de RMA Capital, il a dirigé la holding FinanceCom, aujourd’hui O Capital Group.

## Biographie

### Origines et études
Zouheir Mohammed Karim Bensaid  a grandi à Fès, au Maroc, de 1963 à 1978, et a obtenu son diplôme d'études secondaires au Lycée Descartes de Rabat.
Après l’obtention de son baccalauréat, il poursuivra son cursus académique aux Etats-Unis. Ancien étudiant à Cornell, Zouheir Bensaid, est diplômé en finance de l’Université du Nevada en 1985.
Il est membre du 
Phi Kappa Phi Honor Society (en).

### Parcours professionnel
Zouheir Bensaid est actuellement PDG  de RMA,, la compagnie d’assurance du Groupe O Capital, dont il a été vice-président directeur général entre janvier 2005 et décembre 2014. Ayant officié en tant que membre des conseils d’administration de CGI, Méditélécom et Lydec, il est aujourd’hui administrateur de Bank of Africa (BOA), Maghrebail, RISMA, CTM et d’autres filiales du Groupe.
Zouheir Bensaid a une longue expérience de plus de 38 ans dans les secteurs bancaires, financiers et industriels.
Au milieu des années 1980, après avoir été responsable des institutions financières à CITIBANK Maghreb, il a participé au lancement du développement du réseau d’ABN AMRO.
En 1994 et après une période de trois ans à la tête d’une entreprise agro-industrielle, Zouheir Bensaid retrouve le secteur financier en participant à la réforme du marché des capitaux marocains.
Travaillant auprès d'Othman Benjelloun depuis près de trois décennies, Zouheir Bensaid a occupé le poste de directeur général de Maroc Inter Titres (MIT), société de bourse de BMCE Bank, où il a lancé les premières opérations de levée de capitaux et a participé aux opérations de privatisation, de fusions-acquisitions et introductions en bourse au Maroc.
Président de la Bourse des Valeurs de Casablanca (SBVC) en 1998-1999, Zouheir Bensaid a été Vice-Président de l’Association Professionnelle des Sociétés de Bourse marocaine (APSB) de 1996 à 1998, période durant laquelle le développement de la modernisation du marché des capitaux a été accéléré.

### Fonctions
Outre les fonctions de CEO de:
- RMA Assurance[1],[12], RMA Capital[2], RMA Asset Management, RMA Mandates, RMA Alternative Investment, RMA Investment Partners et MBT,

Zouheir Bensaid est aussi président de:
- RMA Capital International[2], RMA Assistance, Medium Finance, Invest, Immo Fund of Africa, Immo Corpo, Real Estate Rendement, Resilience Immo,

Et administrateur de:
- O Capital Group[3], O Tower, Bank of Africa[10],[11], CFG Bank, Maghrébail, EurAfric Information, CTM[8], CAT, Foncière Émergence, Mutandis, Risma, Revly's, Air Arabia, Akwa Africa, Tanger Med zone, Tanger Automotive City, Tanger Free Zone.